# Adolf I. von der Mark
Graf Adolf I. von der Mark (* vor 1182; † 28. Juni 1249), bis 1226 auch Adolf I. von Altena-Mark genannt, war der Sohn von Friedrich von Berg-Altena und der Alveradis von Krieckenbeck (* um 1155; † nach 1220, urkundlich erwähnt zwischen 1173 und 1220), Tochter des Grafen Reiner von Krieckenbeck-Millendonk (* um 1110; † nach 1164, urkundlich erwähnt 1164, Sohn von Heinrich von Krieckenbeck).
Adolf gehörte zu den Grafen von Berg und Altena und war der Begründer eines neuen Adelsgeschlechts, der Grafen von der Mark. Er vereinigte ab 1226 die Güter der Grafen von Berg-Altena, die sich seit der Altenaischen Erbteilung ab 1180 im Besitz verschiedener Seitenlinien dieses Geschlechts befanden, in einer Hand und formte aus ihnen die Grafschaft Mark mit ihrer Hauptstadt Hamm, die durch ihn gegründet worden ist. Daneben war Adolf von der Mark auch Graf von Krickenbeck (bis 1243) und Vogt des Klosters Cappenberg und des Klosters Werden.

## Geburtsjahr
Das Geburtsjahr von Adolf I. von der Mark ist nicht überliefert, doch ermöglichen die Lebensdaten seiner Eltern und die Betrachtung zeitgenössischer Urkunden zumindest eine ungefähre Datierung.
Bei Genealogie Mittelalter wird unter Berufung auf verschiedene Quellen das Jahr 1199 als Adolfs Geburtsjahr genannt. Zu dieser Zeit muss Adolf I. von der Mark aber bereits auf der Welt gewesen sein, da sein Vater Friedrich bereits im Jahre 1198 auf der zum Oberhof Mark gehörenden Hügel in der Mark bei Hamm die Burg Mark zugunsten seines Sohnes errichtet hatte. Vermutlich geht diese Angabe auf eine Verwechslung zwischen Adolfs Lebens- mit seiner Amtszeit zurück, wie man sie in Sekundärquellen des Öfteren findet. Das Jahr 1199 (nach anderen Quellen 1198) ist das Todesjahr von Adolfs Vater Friedrich. Adolf trat in diesem Jahr die Nachfolge seines Vaters an und wurde in dieser Funktion erstmals als comes de Altena, also Graf von Altena, bezeichnet.
Seine erste urkundliche Erwähnung findet Adolf im Jahre 1194. Aus diesem Grund wird in der Sekundärliteratur regelmäßig das Jahr 1194 als sein Geburtsjahr genannt.
Betrachtet man den Inhalt der Urkunde von 1194, zeigt sich, dass diese Angabe nicht den Tatsachen entsprechen kann. Die Urkunde wurde von Adolf von Altena ausgestellt, dem Onkel von Adolf I. von der Mark, der zu dieser Zeit Erzbischof von Köln war. Adolf von Altena bekundet hier, dass sein Bruder, Graf Friedrich von Berg-Altena – der Vater von Adolf I. von der Mark – dem Kloster zu Cappenberg, dessen Vogt er ist, für 160 Mark einen Hof namens Lohusen (Lohausen im Kreis Rees) verkauft hat. Zudem hat Friedrich im Wege der Schenkung die Vogtei über den Hof auf das Kloster übertragen. Zum Dank dafür haben die Mönche das gräfliche Ehepaar, Friedrich und seine Frau Alveradis, in ihre Bruderschaft aufgenommen. Erzbischof Adolf von Altena bestätigt, dass die Schenkung zunächst in Anwesenheit des Abts Hermann, des Konvents und der ihm beipflichtenden Ministerialen ausgesprochen worden ist. Der Erzbischof bestätigt aber auch, dass die Schenkung zu einem späteren Zeitpunkt unter Zeugen wiederholt wurde. Diese Zeugen waren Friedrichs Bruder Arnold von Altena, seine Frau Alveradis, aber auch seine Söhne Friedrich und Adolf (Adolf I. von der Mark); der Erzbischof bestätigt die Schenkung nunmehr ein drittes Mal.
Es ist unmittelbar ersichtlich, dass ein gerade neugeborener Sohn des Grafen Friedrich nicht als Zeuge eines Rechtsgeschäfts auftreten kann. Graf Adolf I. von der Mark muss also zu einem wesentlich früheren Zeitpunkt geboren worden sein. Wurde das seinerzeit geltende Recht korrekt angewendet – und es gibt kein Anzeichen, warum dies hier nicht der Fall sein sollte – muss Adolf im Jahr 1194 bereits das Stadium der Mündigkeit erreicht haben, er hätte ansonsten gar nicht als Zeuge auftreten dürfen. Denn ein Unmündiger konnte nach damals geltendem Recht nicht beeidigt werden, wurde doch die Beeidigung als Teil der Glaubwürdigkeit eines Zeugen angesehen. Folglich sollte ein Unmündiger nicht als Zeuge herangezogen werden.
Fraglich ist deshalb, in welchem Alter Adolf I. von der Mark mündig geworden ist. Eine eindeutige Regelung, wann junge Männer rechtsfähig wurden oder bestimmte Ämter bekleiden durften, gab es im Mittelalter nicht. Im Mittelalter war das Mündigkeitsalter eng an die Waffenfähigkeit geknüpft. Diese begann regelmäßig im Alter zwischen zwölf und fünfzehn Jahren. Danach muss Adolf im Jahr 1194 mindestens zwölf Jahre alt gewesen sein, er wäre somit spätestens 1182 geboren worden.
Auf ein solch frühes Geburtsjahr weist auch die Tatsache hin, dass Adolf nach dem Tod seines Vaters Friedrich von Berg-Altena im Jahr 1198 oder 1199 als dessen Nachfolger die Regierungsgeschäfte als Graf von Altena übernahm. Wäre er zu diesem Zeitpunkt unmündig gewesen, hätte er einen Vormund benötigt, und zwar, da er frühestens mit zwölf Jahren mündig geworden wäre, mindestens bis zum Jahr 1206. Doch geben die Urkunden keinen Hinweis auf eine solche Vormundschaft, vielmehr tritt Graf Adolf in weiteren Urkunden als Zeuge auf und unterzeichnet von eigener Hand. Auch dies deutet darauf hin, dass Graf Adolf spätestens 1198/1199 mündig geworden ist und somit in den 80er Jahren des 12. Jahrhunderts geboren worden sein muss.
Diese Annahme bestätigen auch zwei Urkunden aus den Jahren 1202 und 1205. In der Urkunde aus 1202 wird Adolf als „Adolfus puer comes de Marke“ bezeichnet (sinngemäß Junggraf von der Mark). Das lateinische Wort puer kommt im Mittelalter in mehreren Bedeutungen vor. Allgemein bedeutet es Knabe oder Jüngling, im Besonderen weist es jedoch auf die Pagen- beziehungsweise Knappenzeit eines angehenden Ritters hin. Adolf, der später die Isenberger Wirren für sich entscheiden konnte, hat gewiss eine kriegerische Ausbildung genossen; wird er im Jahre 1202 als puer bezeichnet, ist dies ein deutlicher Hinweis, dass zu diesem Zeitpunkt seine Knappenzeit noch nicht beendet war. 1205 tritt Adolf erneut als Zeuge auf, hier jedoch als Adolphus com. de Marka, ohne den Zusatz puer. Seine Knappenzeit muss somit zwischen 1202 und 1205 geendet haben. Beachtet man nunmehr, dass die Knappenzeit ohne das Hinzutreten besonderer Umstände regelmäßig mit dem 21. Lebensjahr des angehenden Ritters endete, ergibt sich hieraus ein mögliches Geburtsjahr Adolfs zwischen 1181 und 1184. Da Graf Adolf nach den obigen Feststellungen spätestens 1182 geboren worden sein muss, lässt sich sein Geburtsjahr somit auf die Zeit zwischen 1181 und 1182 eingrenzen.
Zu erwähnen wäre noch, dass Adolfs Mutter mit 39 Jahren schon relativ alt für ihr erstes Kind gewesen wäre, sollte das Jahr 1194 das korrekte Geburtsjahr sein.
Folgerichtig nimmt ein Teil der Literatur an, dass Graf Adolf bereits vor dem Jahr 1194 geboren worden ist. Dabei verlegt Rudolf Schulze in seinem Buch Die Landstände der Grafschaft Mark bis zum Jahre 1510: Mit Urkundl. Beil. die Geburt des Grafen Adolf ohne nähere Begründung sogar in das Jahr 1164. Diese Angabe deckt sich aber nicht mit den Lebens- und Ehedaten von Adolfs Eltern. Zudem stützt sich Schulze weitestgehend auf Levold von Northof, so dass insgesamt von einem Zahlendreher auszugehen ist und auch Schulze tatsächlich das Jahr 1194 angeben wollte.

## Leben

### Der Konflikt zwischen der altenaisch-märkischen und der altenaisch-isenbergischen Linie des Hauses Berg
Eine auf den vierten Januar des Jahres 1200 datierende Urkunde des Kölner Erzbischofs Adolf von Altena, die auch Graf Adolf und sein Bruder Friedrich unterzeichnet haben, gibt Auskunft darüber, dass Adolfs Vater Friedrich von Berg-Altena zu diesem Zeitpunkt bereits verstorben war. Das genaue Todesdatum ist allerdings unbekannt. Teils wird das Jahr 1199 als sein Todesjahr angenommen, teils schon das Jahr 1198, da Friedrich seither nicht mehr urkundlich erwähnt wird. Irgendwann in dieser Zeit trat Adolf das väterliche Erbe als Graf von Altena an.
Adolfs Vater Friedrich, der aus dem Hause Berg stammte, hatte diesen Titel im Rahmen der Altenaischen Erbteilung von 1175/1180 erhalten. Allerdings war Friedrich nicht alleiniger Graf von Altena. So wie auch Titel und Rechte in der alten Grafschaft Altena nach ganz unterschiedlichen Teilungsprinzipien unter den Brüdern und damit zwischen den Linien Altena-Isenberg und Altena-Mark des Hauses Berg aufgeteilt wurden, erwarben Friedrich und sein Bruder Arnold von Altena ihre Stammburg Altena zunächst als gemeinschaftliches Lehen. Arnold von Altena zog sich jedoch bald daraus zurück. Seinen Anteil verkaufte er nicht an seinen Bruder, sondern an seinen Lehnsherrn, den Kölner Erzbischof Philipp I. von Heinsberg. Nach Philipps Tod gelangte der Anteil der Burg wieder zurück an Arnold, bis dieser ihn um 1200 erneut an den Erzbischof von Köln und Herzog von Westfalen veräußerte. Zu dieser Zeit war das Adolf von Altena, ein Bruder von Arnold und Friedrich.
Burg Altena verlor dadurch sowohl für die altenaisch-märkische Linie (Friedrich von Berg-Altena und Adolf I. von der Mark) als auch für die altenaisch-isenbergische Linie (Arnold von Altena und Friedrich von Isenberg) an Bedeutung. Arnold und seine Familie hatten sich aus Burg Altena zurückgezogen und residierten auf ihrer Burg Nienbrügge, der auch eine kleine Stadt angegliedert war, die Vorgängersiedlung der heutigen Großstadt Hamm. Friedrich und Adolf hingegen hatten ihren Kölner Lehnsherrn als unbequemen Mitverwalter auf Burg Altena und schufen sich deshalb Alternativen zu ihrem altenaischen Besitz.
In der Umschrift seiner beiden Reitersiegel wird Graf Adolf als comitis de Altena (Graf von Altena) bezeichnet, auch in der des zweiten Siegels von 1220. In Urkundstexten erscheint er dagegen ab dem Jahr 1202 auch als comes de Marca (Graf von der Mark). Die beiden Titel wurden von Graf Adolf abwechselnd und unregelmäßig verwendet. Ein Zusammenhang mit dem Inhalt der jeweiligen Urkunde lässt sich nicht erkennen. Auch Adolfs Cousin Friedrich von Isenberg nannte sich in dem fraglichen Zeitraum abwechselnd comes de Altena und comes de Isenberg. Friedrichs Reitersiegel ist nicht erhalten, es gibt lediglich ein einziges schwer beschädigtes Siegelfragment aus dem Jahre 1220. Die wenigen lesbaren Buchstaben der Siegelumschrift erlauben jedoch eine Auflösung des Textes in „+(F)RID(ERICUS COMES) DE A(LTENA)“. Obwohl Graf Adolf den Titel comes de Alt(h)ena (Graf von Altena) noch bis 1225 führte, verzichtete er doch mehr und mehr auf die Nennung dieses Beinamens und unterzeichnete stattdessen mit de Marca (auch: de Marka) beziehungsweise von der Mark.
Adolfs Beiname von der Mark leitet sich von der am Flüsschen Geithe gelegenen Burg Mark im heutigen Hamm ab, die nach dem angrenzenden Dorf Mark benannt worden ist, dessen Name wiederum auf die umliegende Feldmark zurückgeht. Adolfs Vater Friedrich hatte die Burg spätestens im Jahre 1198, möglicherweise aber auch bereits zu einem wesentlich früheren Zeitpunkt, errichten lassen; den Oberhof Mark und das zugehörige Gelände auf dem Burghügel hatte Friedrich bereits um das Jahr 1170 von den Edelherren von Rüdenberg beziehungsweise dem Kölner Erzbischof Philipp I. von Heinsberg erworben. Für die Entscheidung, Burg Mark zu bauen, dürfte die eingeschränkte Nutzungsmöglichkeit für Burg Altena ebenso eine Rolle gespielt haben wie die strategische Lage der Burganlage in der Mark, die sich in unmittelbarer Nähe der isenbergischen Stammburg Nienbrügge erhob und die Ausbreitung des konkurrierenden isenbergischen Territoriums behinderte (1217 siedelte Friedrich von Isenberg dann auf die Isenburg bei Hattingen um).
Nach dem Tod des Friedrich von Berg-Altena wurde Burg Mark, die wohl ohnehin primär zu seinen Gunsten erbaut worden war, zum Stammsitz des Grafen Adolf, an der er alleinige und ungeteilte Rechte hielt. Es war deshalb konsequent, dass er sich auch nach ihr bezeichnete.
Neben dem Titel des Grafen von Altena übernahm Graf Adolf von seinem Vater auch die Vogtei der Klöster Werden und Cappenberg.
Auch im Jahre 1220 hatten die märkische und die isenbergische Linie der Familie noch gemeinsame Rechtspositionen inne. So tauschten die Grafen Adolf von Altena (Adolf von der Mark) und Friedrich von Isenberg in diesem Jahr eine Hufe in Blutsneppe (Bergbossendorf bei Haltern am See im Kreis Recklinghausen), die sie selbst vom Erzbischof von Köln zu Lehen bekommen und gemeinschaftlich weiterverlehnt hatten, gegen ein Haus in Lullisheim (Lüsumer Mark im Kreis Recklinghausen). Dieses hatte zuvor dem Kloster Cappenberg gehört und wurde nun von beiden Grafen gemeinschaftlich weiterverlehnt. In der zugehörigen Urkunde sind keine Rechtsabgrenzungen verzeichnet, so dass davon auszugehen ist, dass beide Grafen das Gut gemeinsam veräußern mussten, weil ihnen jeweils die gleichen Rechte daran gemeinschaftlich zustanden. Selbst für das Jahr 1261 sind noch derartige gemeinsame Rechtspositionen beurkundet; hier verfügen Graf Engelbert I. von der Mark und Graf Dietrich von Altena-Isenberg über ein gemeinsames Lehen. Es handelt sich bei den Gütern von 1220/1261 um gemeinsamen Lehns- und vermutlich auch Allodialbesitz, der aus der Zeit vor 1175 stammen muss, da angesichts der Spannungen zwischen den beiden Familienzweigen kaum davon ausgegangen werden kann, dass ihre jeweiligen Vertreter nach 1175 den weiteren Erwerb gemeinsamen Besitzes angestrebt haben.
Aber es gab auch Besitzungen mit ähnlicher besitzrechtlicher Lage wie auf der Burg Altena. So verfügte Graf Adolf von der Mark 1213 alleine über ein mit Bäumen und Sträuchern bepflanztes Grundstück in Broke bei Herzfeld, während sein Vetter Friedrich von Isenberg zur selben Zeit den Zehnten über das an dieses Grundstück angrenzende Haus besaß. Schließlich veräußerten beide ihren Besitz und ihre Rechte an das Kloster Marienfeld, dem das Haus bereits gehörte.
Insgesamt war die Teilung jedoch um 1200 faktisch so weit vollzogen, dass an eine Vereinigung beider Gebiete nicht mehr zu denken war, jedenfalls nicht vor dem Jahr 1225, als Adolf I. von der Mark die Ermordung des Kölner Erzbischofs Engelbert durch eine Adelsverschwörung im Umkreis seines Vetters Friedrich von Isenberg zum Anlass nahm, die altenaischen Besitztümer wieder in (s)einer Hand zu vereinigen. Die Rechte und Besitzungen des isenbergischen Familienzweiges (Arnold von Altena und Friedrich von Isenberg) häuften sich dabei um Nienbrügge an der Lippe, im Raum zwischen Lenne und Ruhr und an der mittleren und unteren Ruhr zwischen Isenberg und Styrum mit der Essener Vogtei. In Friedrichs beziehungsweise Adolfs Hand waren indes um diese Zeit der Raum um Altena, um Unna und um Bochum, die später auch die Kernräume märkischer Entfaltung wurden.

### Deutscher Thronstreit
Wie die gesamte Familie Berg-Altena wurde Adolf von der Mark in den Deutschen Thronstreit hineingezogen. Reinhold Stirnberg hat sich trotz dürftiger Quellenlage um den Nachweis bemüht, dass der Konflikt zwischen der altenaisch-isenbergischen und der altenaisch-märkischen Linie maßgeblich durch die Auseinandersetzungen zwischen Welfen und Staufern beeinflusst, wenn nicht gar verursacht oder zumindest angestoßen worden ist. Jedes Familienmitglied musste sich für eine der beiden Seiten entscheiden. Durch die Positionierung in unterschiedlichen Lagern ging zeitweise ein Riss durch die gesamte Familie, der bis zu offener Feindschaft reichen konnte. Hinzu kommt, dass sich die Familienmitglieder gegenseitig beeinflusst und auf diese Weise Positionswechsel ihrer Verwandtschaft zumindest mitverursacht haben; so soll Arnold von Altena, der Stammvater der Isenberger, maßgeblichen Anteil daran gehabt haben, dass sein Bruder, Erzbischof Adolf I., schließlich auf die staufische Seite gewechselt ist.
Schon die Elterngeneration war in die staufisch-welfischen Auseinandersetzungen involviert. So scheint Friedrich von Berg-Altena, der Vater von Graf Adolf, sich im Kampf zwischen Friedrich Barbarossa und Herzog Heinrich dem Löwen auf die Seite des damaligen Kölner Erzbischofs Philipp I. von Heinsberg gestellt zu haben, der auf kaiserlicher und damit staufischer Seite stand. Dabei tritt er 1174 als Oberbefehlshaber der Kölnischen Truppen in Erscheinung. Auch 1177 muss sich Friedrich in Italien aufgehalten haben, diesmal als Gefolgsmann Friedrich Barbarossas. Möglicherweise stellt bereits die Belehnung Friedrichs mit dem Burghügel in der Mark, auf dem dann die Stammburg der Märker errichtet wurde, eine Entlohnung dar für Friedrichs treue Dienste.
Der Sieg über Heinrich den Löwen brachte 1180 gerade für die westfälischen Grafen bedeutsame Veränderungen mit sich. Bislang hatten sie der Herrschaft Herzog Heinrichs unterstanden, der in Norddeutschland eine königgleiche Stellung innehatte. Der Sieg über Heinrich den Löwen erzeugte ein Machtvakuum, in das die Grafen nun vorzudringen versuchten. Die Bestrebungen gingen dahin, sich selbst zu Territorialherren aufzuschwingen, so wie es Adolf I. von der Mark und seinen Nachfolgern mit der Grafschaft Mark gelingen sollte. Die in der Gelnhäuser Urkunde protokollierte Aufteilung von Heinrichs Herzogtum Sachsen, zu dem auch Westfalen gehörte, führte dazu, dass der Kölner Erzbischof zum Herzog von Westfalen erhoben wurde und dadurch als weltlicher Landesherr mit durchaus weltlichen Machtinteressen in Konkurrenz zu den übrigen Mächtigen Westfalens trat.
Mit einiger Wahrscheinlichkeit hat dies auch den Verlauf der Altenaischen Erbteilung ab 1175 entscheidend beeinflusst. Der Lehnsherr der beiden streitenden Brüder Friedrich von Berg-Altena und Arnold von Altena, Erzbischof Philipp I. von Heinsberg, hatte gerade in seiner Eigenschaft als weltlicher Herrscher ein massives Interesse daran, ein Erstarken des bergisch-altenaischen Hauses als mächtigen Widerpart zum Herzogtum Westfalen zu unterbinden. Die Erbteilung verhinderte nachhaltig die Herausbildung einer einheitlichen altenaischen Herrschaft, weshalb sich vermuten lässt, dass der Erzbischof die penible Aufteilung der einstmals im gemeinsamen Besitz stehenden Güter maßgeblich vorangetrieben hat. Uta Vahrenhold-Huland vermutet zudem, dass vor allem Graf Friedrich von Berg-Altena ein Interesse an einer unabhängigen Herrschaft hatte. Da Graf Arnold sich dem auf Dauer nicht widersetzen konnte, nutze er seine intensiveren Beziehungen zum Erzbischof und unterstützte dessen Politik. Dies hatte zum Ziel, die altenaische Erbteilung nach Friedrichs Tod wieder aufzuheben oder wenigstens die Lehen aus seinem Hause zu erhalten. Diese Hoffnung erwies sich allerdings als trügerisch; so zog sich Graf Arnold bald aus Burg Altena zurück und legte mit Nienbrügge einen weiteren Grundstein zu einer eigenständigen Herrschaft. Offensichtlich legten beide Seiten Wert darauf, über benachbarte Besitzungen zu verfügen, die einander kontrollierten. So sticht nicht nur die unmittelbare Nachbarschaft zwischen Nienbrügge und Burg Mark ins Auge, auch die isenbergische Feste Volmarstein lag ganz in der Nähe der märkischen Befestigung Wetter. Friedrich versuchte außerdem, über die im Samtlehen dokumentierte Mitregentschaft Unabhängigkeit von Arnold zu erzwingen. Es gelang Friedrich noch vor seinem Tod, die völlige Teilung zu erreichen. Da dieses ganz im erzbischöflichen Interesse lag, fand er dabei auch die Unterstützung des gemeinsamen Bruders, Erzbischof Adolf, der möglicherweise namensgebender Pate des Adolf I. von der Mark war.
Die kölnische Politik, die sich um eine Vormachtstellung in Westfalen bemühte, stand dabei im Spannungsfeld der staufisch-welfischen Auseinandersetzung, einerseits durch Stauferfreundschaft und Stauferfeindschaft, andererseits durch das Bestreben der westfälischen Großen, sich aus den überkommenen Lehnsbindungen zu lösen und damit die Voraussetzung für eine Territorialherrschaft zu schaffen. Dies ließ in Westfalen zwei feindliche Lager entstehen. Beide suchten einflussreiche Anhänger und gingen dabei weit über die Grenzen Westfalens hinaus. Verwandtschaftliche Bindungen sicherten überdies das gemeinsame politische Vorgehen, wie es sich etwa 1225 im Zuge des Bündnisses von Limburg, Isenberg und weiterer Partner gegen den Kölner Erzbischof Engelbert I. von Köln gezeigt hat.
Schwieriger ist die Frage zu beantworten, welcher westfälische Adelige sich in welchem Jahr auf welcher Seite befunden hat. Stirnberg versucht anhand der Wappen der beiden altenaischen Grafen die Zugehörigkeit zum staufischen beziehungsweise welfischen Lager zu rekonstruieren. In der Zeit vor 1200 ging der Adel erstmals dazu über, Wappen zu führen; die verschiedenen Zweige des bergischen Hauses scheinen ihre Wappen etwa zeitgleich angenommen zu haben. Dabei wählte Arnold eine mehrblättrige Rose; Friedrich dagegen einen „steigenden, einschwänzigen Löwen“. Stirnberg sieht Friedrich deshalb im welfischen Lager. Das Löwenwappen habe wie alle anderen Wappen in dem namensgebenden Wappentier Heinrichs des Löwen seinen Ursprung, der selbst allerdings gar kein Wappen geführt hat. Heinrich habe jedoch 1166 vor seiner Burg Dankwarderode in Braunschweig das Löwenstandbild errichten lassen, „eine Skulptur von ungeheurer Symbolkraft. Wie der Adler, der König der Lüfte, und Symbol des Heiligen Römischen Reiches, des übergeordneten Imperiums, so stand der Löwe, der König der Landtiere, für den Machtanspruch der deutschen Landesfürsten, als gleichberechtigte Partner des Römischen Kaisers, als deutschem König, des Primus inter pares, des Ersten unter Gleichen.“ Diesen Anspruch habe gerade Heinrich der Löwe konsequent vertreten. Entsprechend sieht er Graf Arnold im staufischen Lager und bemüht sich um den Nachweis, dass die von ihm gewählte Rose in staufischen Zusammenhängen vorkommt, etwa bei den Rosendenaren Barbarossas und auf einer Miniatur des Stauferkönigs Philipp von Schwaben, dessen Symbol nach Stirnbergs Überzeugung die Rose war. Friedrich von Berg-Altena und sein Bruder Arnold von Altena sollen folglich ihre Wappen nach der jeweiligen Lagerzugehörigkeit gewählt haben.
Auch Andreas Thiele kommt zu dem Ergebnis, dass die Familienmitglieder zumindest zeitweilig in unterschiedlichen Lagern gestanden haben, allerdings unter umgekehrten Vorzeichen. Gemäß seinen Forschungen stand Arnold von Altena bis 1198 im welfischen Lager, wechselte dann auf Seiten der Staufer und überredete 1204 seinen Bruder, den Erzbischof Adolf von Altena, ebenfalls auf die staufische Seite zu wechseln. Friedrich hingegen sieht er im Jahre 1198 klar auf Seiten der Staufer. Thiele verliert kein Wort darüber, dass er zuvor auf der welfischen Seite gestanden hätte. Dass Friedrich durchgehend auf der staufischen Seite stand, wird schon allein dadurch plausibel, dass er bereits zuvor dem Kölner Erzbischof im Kampf gegen Heinrich den Löwen beigestanden hatte. Stirnbergs Versuch, die Lagerzugehörigkeit von der Wahl des Wappens abzuleiten, wird dadurch negiert, und zwar unabhängig von der Frage, ob die verschiedenen Zweige der bergischen Familie ihre Wappen bis oder erst nach 1198 angenommen haben. Allerdings bestätigt auch Thiele Stirnbergs Annahme, dass die Elterngeneration zumindest zeitweilig in unterschiedlichen Lagern gestanden hat. Erst 1198 trafen sich beide auf staufischer Seite wieder. Es mag also durchaus sein, dass die Streitigkeiten zwischen den Familienzweigen durch den staufisch-welfischen Konflikt motiviert worden sind. Zweifellos ist das Verhältnis der beiden Familienzweige jedenfalls insoweit durch den Streit zwischen Welfen und Staufern beeinflusst worden, als dieser die Interessen des Kölner Erzbischofs betraf.
Auch Graf Adolf von der Mark und sein Cousin Friedrich von Isenberg fanden sich im Deutschen Thronstreit auf unterschiedlichen Seiten wieder; Friedrich ist mit einiger Wahrscheinlichkeit dem welfischen Lager zuzurechnen, und zwar mindestens von 1209 bis 1212, eventuell bis 1214. In den entscheidenden Jahren des Deutschen Thronstreits standen Adolf und Friedrich somit auf unterschiedlichen Seiten, was die Gegnerschaft der isenbergischen und der märkischen Linie weiter angefacht haben dürfte. Spätestens als die Auseinandersetzung in der Schlacht bei Bouvines zugunsten des Staufers Friedrich II. entschieden wurde, stellte sich Friedrich von Isenberg auf die staufische Seite. Diese vorübergehende Annäherung der isenbergischen und märkischen Linie änderte jedoch nichts daran, dass beide sich nach der Ermordung des Kölner Erzbischofs Engelbert erneut als Gegner gegenüberstanden.
Fraglich ist, ob Adolf von der Mark von Anfang an auf staufischer Seite gestanden hat. Hierzu gibt es unterschiedliche Angaben. Nach Stirnberg stand Graf Adolf von Anfang an auf Seiten der Staufer. Nach Thiele schwankte Adolf im deutschen Thronfolgestreit und stellte sich erst 1212 endgültig auf Seiten des Staufers schlug.
Bereits am 2. August 1215 treten Adolf von der Mark und sein Cousin Friedrich, der sich nach der Schlacht bei Bouvines auf die Seite Friedrichs II. gestellt hatte, zusammen mit Heinrich IV. von Limburg, Wilhelm I. von Holland, Graf Adolf V. von Berg und dessen Bruder, dem Kölner Dompropst Engelbert von Berg, gemeinschaftlich als Zeugen in einer Urkunde König Friedrichs II. auf. In dieser nimmt Friedrich die Abtei Altenberg unter seinen Schutz und verleiht ihr Zollfreiheit auf den Flüssen Rhein und Main.
Nach dem Sieg König Friedrichs II. im Deutschen Thronstreit war Graf Adolfs Onkel, Adolf von Altena, der den Thronstreit 1198 ausgelöst hatte, auf dem Sitz des Kölner Erzbischofs, der Kathedra, nicht mehr erwünscht. König Friedrich bevorzugte den Kölner Dompropst Engelbert von Berg, einen Vetter des Erzbischofs Adolf, der somit weitläufig auch mit Graf Adolf von der Mark verwandt war. Engelbert war längst zur beherrschenden Gestalt im Erzbistum Kölns aufgestiegen. Schlussendlich konnte Adolf von Altena dazu bewogen werden, vom Amt des Erzbischofs zurückzutreten und so den Weg für Engelbert freizumachen. Vereinbarungsgemäß resignierte Adolf von Altena Anfang des Jahres 1216 auf Amt und Würden; anschließend wurde der damals 31-jährige Engelbert von Berg zum Kölner Erzbischof gewählt. Engelbert bestellte Adolf von Altena zum Weihbischof, bis dieser sich später von Amt und Würden zurückzog und seinen Lebensabend im Stift St. Quirinus in Neuß verbrachte, wo er 1220 starb. Von Engelbert von Berg erwartete man eine starke Hand, die die Verhältnisse im Erzbistum Köln und im Herzogtum Westfalen nach Ende der Kriegswirren wieder in geordnete Bahnen lenken sollte.
Bis 1225 scheint sich Adolf von der Mark als treuer Gefolgsmann des Stauferkaisers und des Kölner Erzbischofs etabliert zu haben. Insgesamt dreiundzwanzig Urkunden belegen sein Wirken am Hofe des Engelbert I. von Köln.

### Die Ermordung des Erzbischofs Engelbert von Köln durch die Adelsverschwörung um Friedrich von Altena-Isenberg
Im Jahr 1225 kam der Kölner Erzbischof Engelbert I. von Köln durch eine Adelsverschwörung unter der maßgeblichen Beteiligung des Grafen Friedrich von Isenberg zu Tode (zu den Hintergründen der Verschwörung siehe Friedrich von Isenberg sowie Nienbrügge (Hamm)). Der Aufenthalt oder eine mögliche Beteiligung des Grafen Adolf von der Mark an den Ereignissen von 1225 in Soest und Gevelsberg ist bis heute ungeklärt.
Obwohl die Verschwörung weitreichende Kreise zog und viele der mächtigsten Männer Westfalens umfasste, scheint Graf Adolf von der Mark nicht darin verwickelt gewesen zu sein. An Motiven hätte es ihm allerdings nicht gefehlt. Adolfs Gebiet scheint durch das Vordringen Engelberts in das Sauerland und den Hellwegraum weit mehr als Friedrichs Hoheitsbereiche in der territorialen Entwicklung gehindert gewesen zu sein. Die zeitgenössischen Quellen geben keinen eindeutigen Hinweis darauf, warum ausgerechnet Graf Adolf nicht an der Verschwörung beteiligt gewesen oder auch beteiligt worden ist. Die unterschiedliche Positionierung der beiden Grafen Adolf und Friedrich im zurückliegenden Thronstreit scheint hier als Erklärungsansatz nicht auszureichen, da sich bis zum Jahr 1225 beide Grafen im Umfeld des staufischen Kaisers etabliert hatten.
Möglicherweise haben hier verwandtschaftliche Beziehungen und politische Interessen eine Rolle gespielt. Adolf von der Mark war in zweiter Ehe mit Irmgard von Geldern verheiratet (nach Uta Vahrenhold-Huland war Adolf von der Mark nur einmal verheiratet; die beiden Frauen des Grafen Adolf sind für sie eine einzige Person, Lutgardis-Irmgard von Geldern). Diese Ehe hatte die alte bergisch-altenaische Verbindung durch ein zweites verwandtschaftliches Band gestärkt; auch Erzbischof Engelbert war Sohn einer Gelderin. Adolfs Frau Irmgard war die Nichte des ermordeten Erzbischofs. Diese verwandtschaftlichen Beziehungen mögen Graf Adolf bewogen haben, mit dem kölnisch-geldischen Bündnis zu sympathisieren oder wenigstens eine abwartende Haltung an den Tag zu legen. Womöglich hat Graf Adolf aber auch lediglich im richtigen Augenblick Zurückhaltung geübt, um dann zielstrebig und rücksichtslos die geänderten Verhältnisse zu seinem Vorteil zu nutzen. Über entsprechendes Selbstbewusstsein muss der Graf verfügt haben, nannte er sich doch zu diesem Zeitpunkt bereits per Dei gratiam comes de Altena, Graf von Altena durch Gottes Gnade.
Der schwelende Konflikt zwischen den westfälischen Adeligen und Erzbischof Engelbert hatte viele Ursachen, er eskalierte jedoch an Engelberts Versuch, Friedrich von Isenberg die Vogteirechte am Stift Essen zu entziehen, was für Friedrich den Verlust weiter Teile seines Vermögens bedeutet hätte. Die anderen westfälischen Herrscher mussten befürchten, dass ihnen Ähnliches widerfuhr. Möglicherweise war Graf Adolf auch aus diesem Grund nicht an der Adelsverschwörung beteiligt. Er verfolgte in diesem Punkt gegenüber den Kölner Erzbischöfen eine nachgiebigere Politik als die an der Verschwörung beteiligten Adeligen. So hatte er sich bereits von seinem Onkel, Erzbischof Adolf I., dazu überreden lassen, einer Neuregelung der Vogteirechte der gräflichen Familie über das Kloster Cappenberg zuzustimmen. Dieses sollte künftig nicht mehr auf dem Erbrecht, sondern auf einer freien Übertragung durch das Stift an den Grafen beruhen. Eine Regelung, die ihn vielleicht eher als den wegen Bedrückungen des Stiftes Essen angezeigten Friedrich von Isenberg vor Bestrebungen seitens des Kaisers, des Papstes oder des Erzbischofs bewahrte, auch ihm die Vogteirechte wegzunehmen.
Graf Adolf konzentrierte sich zunächst auf die Sicherung und Festigung seines Territoriums. Ein Zusammengehen mit dem isenbergischen Verwandten, insbesondere bei dessen Vorgehen gegen den Erzbischof, hätte angesichts der starken isenbergischen Koalition und der noch verhältnismäßig schwach entwickelten märkischen Territorialherrschaft die Gefahr mit sich gebracht, dass die märkische Politik erneut in isenbergische Abhängigkeit gerät. Adolf und Friedrich verfolgten also eine sehr unterschiedliche Politik, die allerdings bis zuletzt nicht dazu führte, dass sie den Kontakt zum Hof des Erzbischofs und Reichsverwesers verloren, mit dem sie beide verwandt waren.
Erst nachdem die Koalition um Friedrich von Isenberg im Jahr 1225 den Tod des Kölner Erzbischofs Engelbert I. herbeigeführt hatte, sah Graf Adolf den Zeitpunkt für ein aktives Handeln gekommen, denn jetzt schien die isenbergische Macht völlig zerschlagen. Graf Adolf nutzte das entstandene Machtvakuum, um die südlich der Lippe gelegenen Besitzungen der altenaischen Grafen an sich zu bringen. Er strich seine kölnfreundliche Haltung besonders heraus, stellte sich demonstrativ auf die Seite Kölns und legte symbolisch den Namen von Altena ab, den auch Friedrich von Isenberg getragen hatte; aus diesem Grund erscheint Adolf seit 1226 nur noch als Graf Adolf von der Mark. Zur Strafe für die Mordtat schleiften die Kölner und ihre Verbündeten die Friedrich von Isenberg gehörenden Festungsanlagen, darunter auch die Isenburg bei Hattingen. Adolf von der Mark übernahm es dabei, Nienbrügge zu zerstören, einen aus Burg und Stadt bestehenden Brückenkopf, mit dessen Hilfe Friedrich von Isenberg in seiner Funktion als Graf von Hövel die Herrschaft über seine Ländereien im Lippebereich gesichert hatte, Ersatz für Burg Altena als Stammburg der Isenberger bis zu deren Umzug auf die Isenburg im Jahre 1217. Im Gegenzug gestattete ihm Engelberts Nachfolger Heinrich I. von Köln, einen großen Teil der Güter seines Vetters Friedrich von Isenberg zu übernehmen. Auf diese Weise nutze Graf Adolf sein kölntreue Haltung geschickt aus, um den größten Teil der altenaischen Besitzungen und Rechte, die sein Großvater Graf Everhard von Altena vor der Altenaischen Erbteilung besessen hatte, für sein Haus zu retten und in seiner Hand wieder zu vereinigen.

### Die Grundlagen der Grafschaft Mark
Den Einwohnern der zerstörten Stadt Nienbrügge bot Adolf von der Mark auf einem nahegelegenen Flurstück im Winkel zwischen Lippe und Ahse eine neue Heimstatt. Mit ihrer Hilfe gründete Adolf von der Mark Aschermittwoch im März des Jahres 1226 die Stadt Hamm im Winkel zwischen Lippe und Ahse, dem Hamme, und verlieh ihr das Hammer Stadtrecht. Des Weiteren ließ er anstelle der zerstörten Isenburg im Go Hattingen durch seinen Drosten und Heerführer Ludolf von Boenen schon am 1. Mai 1226 den Grundstein zu der neuen Hauptfeste des Goes legen, der Burg Blankenstein an der Ruhr, einige Kilometer östlich von Hattingen. Sie sollte Graf Adolf als ein weiteres Machtzentrum zur Kontrolle des Isenburger Besitzes dienen.
Damit war die Grundlage für seine Grafschaft gelegt, die Grafschaft Mark. Während Graf Adolf auf Burg Mark residierte, waren seine Ministerialen, mit deren Hilfe er die Grafschaft regierte, in Hamm ansässig, das die Hauptstadt der neuen Grafschaft werden sollte.
Zu Beginn waren die Besitzungen des Grafen Adolfs allerdings kaum eingrenzbar genug, um als tatsächliches, territorial klar umrissenes Herrschaftsgebiet gelten zu können. Mit Hamm/Mark und Altena/Blankenstein hielt Graf Adolf immerhin zwei Machtzentren in der Hand, wenn diese auch räumlich voneinander getrennte waren. Sein übriger Besitz lag über halb Westfalen verstreut. Die Machtstellung des Grafen Adolf als Vasall der Kölner Kirche beruhte allein auf seinem Allodial- und Lehnsbesitz, den er durch seine Burgen sicherte.
Bei den Graf Adolf unterstellten Comitaten Altena, Hövel und Bochum handelte es sich um Freigrafschaften, Gerichts- und Verwaltungsbezirke. Sofern sie innerhalb des Erzbistums Köln lagen, konnte Adolf von der Mark dort in der Regel die Gogerichtsbarkeit an sich bringen. Diese sollte später zur Grundlage seiner Territorialherrschaft werden. Doch gelang es ihm nicht, sich auch die Gogerichtsbarkeit der im Bistum Münster gelegenen Besitzungen zu sichern. Hierzu gehörten der große Nordteil der Grafschaft Hövel und die sie umgebenden zahlreichen altenaisch-märkischen Freigrafschaften nördlich der Lippe. Hier hatten bereits die Fürstbischöfe von Münster ihren Einfluss geltend gemacht und die Gogerichtsbarkeit an sich gezogen. Somit beschränkte sich die zukünftige Territorialherrschaft Grafschaft Mark, die Graf Adolf I. von der Mark wohl schon angestrebt haben mag, von vornherein nur auf die Goe, die innerhalb des Erzbistums Köln lagen.
Die Etablierung eines Territoriums Mark vollzog sich erst allmählich und in mehreren wichtigen Zwischenschritten, unter anderem durch den Friedensschluss mit den Isenbergern vom 1. März 1243, durch den die Mark beziehungsweise Hamm und Altena zu einem zusammenhängenden Gebiet verschmolzen, den Ankauf der Krummen Grafschaft von Dietrich von Altena-Isenberg durch Graf Eberhard I. von der Mark, der eine Verbindung zwischen der Grafschaft Altena und dem märkischen Go Unna schuf, und den Erwerb des vollen Befestigungsrechts durch die Schlacht von Worringen im Jahre 1288. In der Grafschaft Mark gingen auf diese Weise weite Teile der früheren Grafschaft Altena und Teile Hövels und anderer Ländereien auf, die Adolf im Laufe der Zeit erwerben konnte.
Realisiert wurde der von Köln unabhängige Territorialstaat „Grafschaft Mark“ erst unter Graf Adolfs Enkel Eberhard I. von der Mark durch den Sieg über den Kölner Erzbischof Siegfried von Westerburg in der Schlacht von Worringen 1288.
Weniger erfolgreich war Graf Adolf im Bezug auf die ehemals isenbergischen Vogteien. So ging der Märkern auf zunächst unabsehbare Zeit die Vogtei über die Reichsabtei Essen und dem zugehörigen Stift Rellinghausen verloren. Es handelte sich hierbei immerhin um Einkünfte aus insgesamt 22 Curien (Hofhaltungen) mit 1062 Hufenhöfen in 698 Ortschaften Westfalens. Nicht gewinnen konnte er außerdem die Vogtei über die fünf Curien der Abtei Werden mit ihren 164 Mansen in 110 Orten. Die Vogtei über ihre 59 Mansen in 23 Orten vergab die Äbtissin der dem Stift Kaufungen gehörenden großen curtis Herbede 1226/27 ebenfalls nicht an Graf Adolf, sondern an Arnold von Didinckhoven. Unklar ist zudem, wer die Vogteien über die westfälischen Güter der Klöster Siegburg, Fischbeck und Möllenbeck erhalten hat.
Bezeugt ist Graf Adolf hingegen als Vogt über die Curia Ekelo der Abtei St. Pantaleon zu Köln (24 Mansen in 16 Ortschaften). Ganz in der Tradition seiner Vorgänger scheint er sich als ein Bedrücker des Hofes Ekelo erwiesen zu haben. In einer Urkunde aus dem Jahr 1227 gibt Erzbischof Heinrich I. von Köln allerdings zu erkennen, dass Adolf sich bereiterklärt habe, gegen eine jährliche Zahlung von 2 Mark auf weitere „ungerechte Forderungen“ zu verzichten.

### Isenberger Wirren
Da der inzwischen siebzehnjährige Sohn des Friedrich von Isenberg, Dietrich von Altena-Isenberg, ebenfalls seine Ansprüche geltend machte, kam es ab 1232, sieben Jahre nach Ermordung Engelberts von Köln, zum Erbkrieg, der bis 1243 andauerte (sogenannte Isenberger Wirren). In diesem Zusammenhang lehnte Adolf von der Mark sich zeitweise an Kölner Erzbischof Philipp I. von Heinsberg beziehungsweise dessen Nachfolger Konrad von Hochstaden an und gewann schließlich Altena-Isenburg. Dietrich hingegen hatte für sich (lediglich) das kleine Landstück Hohen-Limburg und eine Mitherrschaft in Bochum erstritten. Darüber hinaus musste Adolf von der Mark auf die nördlich der Lippe gelegenen Ländereien verzichten (etwa die Kirchspiele Bockum, Hövel und Heessen). Diese gingen teilweise an Dietrich von Isenberg; die Landesherrschaft in diesem Gebiet jedoch ging der Linie Altena an das Hochstift Münster verloren. Davon ausgenommen blieb die Nordenfeldmark der Stadt Hamm, ein kleiner Streifen am rechten, das heißt nördlichen Ufer der Lippe, zu dem auch die Felder und Weiden von Nienbrügge gehörten. Dieser wurde in dem Vergleich Adolf von der Mark zugesprochen. So kommt es, dass sich die Mark an dieser Stelle über den Fluss hinaus ausdehnte, obwohl sonst der Lippefluss mit wenigen Ausnahmen die Grenze der Mark nach Münster markierte. Dieser Bereich wird heutzutage Hamm-Norden genannt und ist 1975 im Zuge der zweiten Phase der Gemeindegebietsreform im Zuge der Eingemeindung Bockum-Hövels und Hessens nach Hamm auf die beiden neu entstandenen Stadtbezirke aufgeteilt worden.
Adolf von der Mark nannte nunmehr „die Höfe Bremen und Schwerte; Gericht, Vogtei und Kirche zu Unna; das Gericht und den Hof zu Kaufbochum; die Gerichte an der Ruhr und zu Hattingen; die Höfe Halver und Kierspe; die Burgmannen der Schlösser Mark, Altena und Blankenstein mit allen ihren Lehen; die Gebiete von Blankenstein und Lünen; endlich die Lehnsherrlichkeit über die Häuser Dahle, Lahr“ sein eigen. Dadurch waren die bislang getrennten Gebiete im Norden (Mark/Hamm) und im Süden (Altena/Blankenstein) fortan miteinander verbunden. Damit begann sich für die Grafschaft Mark ein festes Territorium herauszubilden.

### Zeit nach den Isenberger Wirren
1243 wurde Adolf vom Kölner Erzbischof mit einer Hälfte von Bochum belehnt; die zweite Hälfte kam durch Tausch und Kauf im Jahre 1392 an die Mark. Das Kloster Marienfeld verzichtete auf seine Ansprüche an Uentrop. Vom Grafen von Arnsberg erwarb Graf Adolf die Freigeschaften Holte (einschließlich Flierich) und Pentlink (mit Hilbeck).
In der Folgezeit gewannen Adolf I. von der Mark und seine Nachfolger die Krumme Grafschaft bei Dortmund (Ankauf von Dietrich von Altena-Isenberg im Jahre 1282 durch Graf Eberhard I. von der Mark) und Teile von Rüdenberg. Ihr Territorium sollte zu einem der stärksten in Westfalen werden und geriet deshalb mehr und mehr in Konkurrenz zu den Erzbischöfen von Köln. Für Teilgebiete allerdings war Adolf von der Mark erzbischöflicher Vasall. Erst seine Nachfolger lösten sich mehr und mehr von der Herzoglichen und Erzbischöflichen Gewalt der Kölner. 1288, nach der Schlacht von Worringen, konnten sie die herzoglichen Rechte usurpieren und sich von Köln lösen.

### Tod
Adolf von der Mark starb am 28. Juni 1249. Er ist in der Stiftskirche des ehemaligen Prämonstratenserklosters Cappenberg beigesetzt.

## Familie

### Adolfs Mutter Alveradis von Krickenbeck – Adolf I. von der Mark als Graf von Krickenbeck
Adolfs Vater, Graf Friedrich von Berg-Altena, war mit Alveradis von Krickenbeck verheiratet, Tochter des Grafen Reiner von Krieckenbeck-Millendonk. Da Reiner um 1164 oder kurz danach verstorben ist, muss bereits Friedrich über Alveradis den Titel eines Grafen von Krickenbeck geerbt haben. Entsprechend wird er in einigen Quellen als Graf von Altena und Krickenbeck bezeichnet. Im Wege des Erbgangs ging der krickenbeck´sche Besitz (bona de Crikenbeke) mit Friedrichs Tod auf Graf Adolf über.
Die Grafschaft Krickenbeck lag im Nettetal am Niederrhein in der Nähe von Venlo. Nach altgermanischer Einteilung gehörte das Gebiet zum Mühlgau. Nachdem die Franken, die nach Vertreibung der Römer in sozialer Hinsicht die Einteilung des Landes in Gaue beibehielten, es in politischer Hinsicht jedoch in Grafschaften einteilten, an deren Spitze ein vom König aus den Begüterten des Gebietes gewählter Beamter stand, der Graf genannt wurde, bildeten sich im Mühlengau mehrere Grafschaften heraus. Auch Krickenbeck wurde so zur Grafschaft erhoben. Diese wurde nach der in ihr gelegenen Burg Krickenbeck benannt.
Zu unterscheiden sind dabei das Amt Krickenbeck und das Land Krickenbeck. Zum Land Krickenbeck (alinges lande van Krykenbeke) gehörten die Kirchspiele Grefrath, Herongen, Hinsbeck, Leuth, Lobberich und Wankum. Das Amt zu Venlo und Viersen waren nicht Teil des Landes Krickenbeck, wohl aber des Amtes Krickenbeck.
Graf Adolf und seine Söhne veräußerten Krickenbeck am 3. März 1243 an Graf Otto II. von Geldern, der somit zum Landesherr von Krickenbeck wurde. Der von dem Grafen von Geldern 1243 angekaufte Komplex ist wahrscheinlich identisch mit dem Land Krickenbeck, also dem Amt Krickenbeck ohne Venlo und Viersen. Land bezeichnet im Falle von Krickenbeck nicht den engeren Hoheitsbereich des Grafen (beziehungsweise Herzogs) von Geldern zuzüglich der durch Lehensbande verbundenen Herrschaftsbereiche, sondern lediglich einen Gebietskomplex, in dem der Landesherr die Herrschaft über Land und Leute innehatte. Wie bereits Dohms aufgezeigt hat, war die Herrschaft Gelderns in diesem Raum nicht unmittelbar auf landesherrlichen Grundbesitz gestützt, sondern auf die Vasallität zahlreicher Ritter und Ministerialenfamilien. Eine Urkunde von Juni 1251 legt nahe, dass zum Zeitpunkt des Verkaufes eine Burg existiert haben muss. Aus der Urkunde geht hervor, dass Graf Otto mit dem Kölner Erzbischof seinen Besitz Deversdunch in der Pfarrei Grafrath gegen eine area in Krickenbeck tauschte, wo zuvor eine Burg (castrum) gestanden hatte. Auf diesem Gelände wollte Otto ein Kloster gründen.
In seinem Mitte des 13. Jahrhunderts verfassten Wirtschaftsbuch berichtet Abt von St. Trond Wilhelm von Ryckel, Graf Adolf habe die Propstei gewaltsam zur Überlassung der halben Zehnten in Grefrath und Lobberich gezwungen und diese mitsamt dem ihm dort gehörenden Grund und Boden sowie den zugehörigen Rechten dem Grafen von Geldern verkauft, der sie infolgedessen zu Unrecht besitze. („Vermerkt werden muss, dass der Graf Adolf von Berg einstens dort die weltliche Herrschaft (dominum temporale) innehatte und durch verschiedenes Unrecht, das er der Kirche von Alem zufügte, Propst und Kanoniker von Alem dazu zwang, ihm die halben Zehnten zu Grefrath und Lobberich auf Zeit zu verpachten. Jener Graf aber verkaufte später das Land (terra), das er dort besaß, samt dem Recht, das er an jenen Zehnten hatte, dem Grafen von Geldern, und somit hält dieser die Zehnten auf höchst unrechte Weise in Beschlag.“)
Wahrscheinlich irrt der Abt über das Bestehen der fraglichen Rechte. In dem am 3. März 1243 zwischen Graf Adolf und dem Grafen von Geldern geschlossenen Kaufvertrag wird ausdrücklich gesagt, dass die Herrschaft Krickenbeck dem Grafen Adolf erbrechtlich über seine Mutter zugefallen ist. Dies dürfte ebenso für die Lobbericher und Grefrather Zehnten gelten, die vermutlich zum ehemaligen Herrschafts- und Besitzkomplex der Krickenbecker gehörten. Der Anspruch auf den halben Zehnten in Lobberich und Grefrath dürfte nicht „willkürlich“, sondern erbrechtlich begründet sein.
Neben Krickenbeck verkaufte Graf Adolf auch andere linksrheinische Besitzungen (Allode und Lehen, allodia sive geoda) an den Grafen Otto. Ungeklärt ist, was Graf Adolf zu dem Verkauf bewogen hat. In diesem Zusammenhang ist die Abstammungslinie der Grafen von Krickenbeck interessant, da sie eine doppelte Verwandtschaft des Grafen Adolf mit Graf Otto II. von Geldern aufzeigt.
1. Gerhard I. Flamens (* spätestens um 985; † nach 1033), vermutlich zur Familie des Grafen Arnold von Valecijn/Valenciennes gehörig. Verwandter der Herren von Antoing bei Doornick/Tournai auf dem rechten Ufer der Schelde. Bruder des Rutger, des Stammvaters der Grafen von Kleve (1368 im Mannesstamm erloschen). Im Jahre 1021 durch Kaiser Heinrich II. mit Wassenberg ausgestattet. Nach einer Vermutung seitens von Boeren war Gerhard mit einer namentlich nicht bekannten Tochter des Pfalzgrafen Hermann Pusillus von Nieder-Lothringen verheiratet. J. M. van Witner hält eine namentlich nicht bekannte Tochter des Grafen Gottfried von Verdun/Wirten und der Mathilde von Billung für die mögliche Ehefrau.
  1. Gerhard II. von Wassenberg (* um 1010; † 1082), Graf Gerhardus Flamens, 1053 Graf in der Betau (Betuwe) und im Teisterbant, 1057 Graf im Ruhrgau, 1067 Graf im Hattuariergau. Ehefrau unbekannt J. M. van Winter geht aufgrund der ungewöhnlich langen Lebensspanne von zwei Personen aus. Der Erste (Gerhard II a) wäre mit einer unbekannten Tochter des Grafen Theoderich/Dirk von Hamaland verheiratet gewesen, einer Urenkelin des Stifters des Klosters Elten. Die Ehefrau des zweiten (Gerhard II b) sei möglicherweise die Tochter des Grafen Heinrich I. von Löwen gewesen, Bruder des Stammvaters der Herzöge von Brabant. Nach dieser These wäre Bischof Wilhelm von Utrecht (1054–1076) ein Bruder von Gerhard III. Flamens.
    1. Heinrich von Wassenberg (*um 1035; † 4. Dezember vor 1085), 1082 bei der Schenkung der Abtei St. Hubert erwähnt. Nach der Tradition verheiratet mit Adelheid von Geldern († 1083), Tochter des Vogtes Wichard III. von Geldern aus dem Hause der Herren von Pont.
      1. Gerhard III. von Wassenberg (Gerhard I. von Geldern) (* um 1060; † vor dem 8. März um 1129) (1085 Graf von Wassenberg, 1096 erstmals als Graf von Geldern erwähnt. Landgraf 1096). Urururgroßvater von Otto II. von Geldern. Nach alternativer Auffassung ist Gerhard der Sohn von Dietrich I. Flamens[45]
      2. Heinrich Krieckenbeck (* nach 1063; † 1138) (1096–1118: Graf von Krickenbeck, früher verwechselt mit Heinrich von Kessel, dem Stammvater der Grafen von Kessel)
        1. Reiner Graf von Krieckenbeck-Millendonk (* um 1110; † nach 1164, urkundlich erwähnt 1164)
          1. Alveradis von Krickenbeck (* um 1155; † nach 1220, urkundlich erwähnt zwischen 1173 und 1220), verheiratet mit Friedrich von Berg-Altena
            1. Graf Adolf I. von der Mark, verheiratet mit Irmgard von Geldern, Tochter von Otto I. von Geldern, dem Großvater Ottos II. von Geldern.

    2. Gerhard (1082 Graf im Hamaland, 1085 Graf im Westfalengau).
    3. Dietrich I. Flamens (* um 1035; † 19. Oktober 1082), Stammvater der Herren von Valkenburg und Heinsberg. 1058 Utrechter Urkundenzeuge, 1076 Graf in der Veluwe, 1078 Graf im Teisterbant, 1079 Vogt im Bezirk Bree. Verheiratet vermutlich mit Hedwig von Mentaigu (Scherpenheuvel), Tochter des Grafen Gonzelo von Mantaigu und der Irmgard von Aspel, einer Base König Heinrichs III.
      1. Gerhard von Heinsberg
      2. Goswin I. von Heinsberg
      3. Alternativ: Gerhard III. von Wassenberg (s. o.) nach dem Forschungsstand Thieles.[45]

Diese verwandtschaftlichen Beziehungen könnten beim Verkauf Krickenbecks eine Rolle gespielt haben. Adolfs Ehefrau Irmgard von Geldern war eine Tochter von Otto I. von Geldern, dem Großvater des jetzt amtierenden Grafen Otto II. von Geldern. Darüber hinaus war Alveradis von Krickenbeck, die Mutter des Grafen Adolf, eine Enkelin von Heinrich Kriekenbeck, der wiederum der Bruder von Gerhard III. von Wassenberg war, dem ersten Grafen von Geldern und Urururgroßvater von Otto II. von Geldern. Nach einer heute stark umstrittenen Auffassung stammen sowohl das Haus Berg, dem Graf Adolf I. von der Mark angehört, als auch das Haus Wassenberg von Adolf II., Graf im Keldachgau, ab, so dass hier möglicherweise noch eine dritte verwandtschaftliche Beziehung besteht.
Es sind aber auf märkischer Seite auch andere Gründe für den Verkauf denkbar. Möglicherweise sollte dieser dazu beitragen, die finanziellen Belastungen des märkischen Grafen durch die Isenberger Wirren zu mildern; nur zwei Monate später erfolgte in diesem Konflikt der Friedensschluss auf dem Verhandlungsweg. Vermuten kann man auch eine wie auch immer geartete Unterstützung Gelderns in diesem Kampf des Grafen Adolf gegen das Haus Isenberg-Limburg und seine Verbündeten, für die der Verkauf Krickenbecks im Zuge der Beilegung der Fehde eine Form der Entschädigung darstellte. Dass Adolf von der Mark und die Grafen von Geldern gemeinsame Interessen verfolgten, fällt auch in anderen Zusammenhängen auf. So war es Gerhard IV. Graf von Geldern, Vogt der Kirche von Köln, und Vater von Graf Otto II., der Friedrich von Isenberg gefangengesetzt und nach Köln verbracht hatte, wo er zur Strafe für die Ermordung Erzbischof Engelberts aufs Rad geflochten worden ist. Durch den Tod des Isenbergers wurde der Weg für Graf Adolf frei, die isenbergischen Güter an sich zu nehmen.

### Adolfs Bruder Friedrich
In der oben bereits erwähnten Urkunde aus dem Jahre 1194, das Kloster Cappenberg betreffend, wird ein zweiter Sohn des Friedrich von Berg-Altena namens Friedrich genannt, der demzufolge Adolfs Bruder gewesen wäre. Da Friedrich, wie auch Adolf, im Jahr 1194 als Zeuge einer Schenkung seines Vaters an das Kloster Cappenberg auftrat, muss auch er in diesem Jahr bereits das Mündigkeitsalter erreicht haben. Er war somit entweder ein älterer Bruder des Gafen Adolf, der vor dem Tod des gemeinsamen Vaters Friedrich von Berg-Altena gestorben ist (ansonsten wäre er als Erstgeborener anstelle Adolfs in den Rang des Grafen von Altena eingerückt) oder ein jüngerer, nicht erbberechtigter Bruder Adolfs, der als sein Zwillingsbruder oder spätestens ein Jahr nach ihm geboren worden ist (ein späterer Geburtstermin kommt nicht in Frage, da Friedrich ansonsten 1194 noch nicht mündig gewesen wäre). Gegen die erste Annahme spricht, dass Graf Adolf, der 1202 als puer comes bezeichnet wurde (Graf und Knappe), offensichtlich eine Ritterausbildung genossen hat. Dies wäre für den Zweitgeborenen eines Mitgliedes des Hauses Berg eher ungewöhnlich; da der Zweitgeborene nicht für die Thronfolge vorgesehen war, erhielt er in der Regel eine gelehrte Ausbildung, die ihn für ein Kirchenamt qualifizierte.
Außer der Urkunde von 1194 lässt sich Friedrich keine weitere Urkunde eindeutig zuordnen. Dies hängt damit zusammen, dass Friedrich als „Friedrich von Altena“ hätte siegeln müssen, ein Name, unter dem allerdings in der fraglichen Zeit vor allem Friedrich von Isenberg auftritt. Obwohl verschiedentlich versucht wurde, mit Friedrich von Altena gesiegelte Urkunden Friedrich, dem Bruder Adolfs, zuzuschreiben oder dies zumindest plausibel wäre (darunter Urkunden aus den Jahren 1213, 1215, 1216 und 1222), ist bei keiner dieser Urkunden ein abschließender Beweis erbracht worden, dass diese tatsächlich von Friedrich stammen; bei den meisten Urkunden ist inzwischen erwiesen, dass auch sie von Friedrich von Isenberg gesiegelt wurden. Nach dem Jahr 1222 gibt es keine Urkunden mehr, die sich Friedrich zuweisen ließen, so dass – sofern man nicht ohnehin ein frühes Todesdatum annimmt – von seinem Tod in diesem Jahr oder wenig später auszugehen ist.

### Ehefrauen
Es ist nicht eindeutig geklärt, ob Graf Adolf zwei Ehefrauen oder nur eine hatte. Belegt ist, dass Graf Adolf mit einer Irmgard von Geldern verheiratet war. Es wird angenommen, dass es sich dabei um die Schwester des Grafen Gerhard IV. von Geldern (Graf von Geldern zwischen 1207 und 1229) und damit um die Tochter des Grafen Otto I. von Geldern-Zütphen (Graf von Geldern zwischen 1182 und 1207) handelt. Gestorben ist sie nach 1230.
Schlechter zuordnen lässt sich hingegen die urkundliche Erwähnung einer Lutgardis, Gattin des Grafen Adolf von der Mark, vom 7. April 1210. Zu diesem Datum überträgt Graf Adolf dem Kloster Kappenberg, zum Seelenheil seines verstorbenen Vaters Friedrich, den Hof zu Langen. Dies geschah in Anwesenheit seiner Mutter Alveradis und seiner Frau Luthgardis. Möglicherweise handelt es sich bei Luthgardis somit um eine erste Ehefrau des Grafen Adolf, auf die Levold von Northof, der Chronist der Grafen von der Mark, keinen Hinweis gibt. Teilweise wird diese Lutgardis mit Lutgardis von Rieneck identifiziert, Tochter des Grafen Gerhard II. von Looz. Deren Todesdatum wird teilweise mit 1201, teilweise mit 1210 angegeben, was zu den hier angenommenen Lebensdaten des Grafen Adolf passen würde.
Stirnberg hingegen identifiziert Lutgardis mit Luitgardis II. von Ardey, der Tochter des Jonathas I. von Ardey (1176–1221 urkundlich belegt) und der Luitgardis I. von Rüdenberg-Ardey. Diese soll die Mutter von Eberhard und Engelbert sein, Irmgard hingegen die Mutter von Otto und Gerhard. Durch das Erbe der Luitgard II. von Ardey, das etwa die Hälfte des Ardeyischen Samtbesitzes ausgemacht habe (die andere Hälfte stand im Besitz Everhards II. von Ardey, Bruder des Jonathas), sei Graf Adolf I. von der Mark und seinem Sohn Engelbert nach dem Tod von Luitgards Vater, Jonathas I. von Ardey, im Jahre 1221 das Gebiet des zur Urpfarre Menden gehörenden, später abgepfarrten Kirchspiels Dellwig a. d. Ruhr mit Altendorf, Langschede und Westardey zugefallen. Das neuerworbene Gebiet habe als Gogericht Langschede fortan unter märkischer Verwaltung gestanden. Mitten im Herrschaftsgebiet der Ardeyer, in Fröndenberg, am Fuße des Berges Haßlei, das möglicherweise ebenfalls zum Erbe der Luitgard gehört habe, hätten Graf Adolf und seine Söhne 1210 das Zisterzienserinnenkloster Fröndenberg fundiert, das spätere Hauskloster und die Grablege der märkischen Grafen. Seine eigene Theorie zieht Stirnberg allerdings dadurch in Zweifel, dass er selbst einräumt, dass nicht Engelbert, den er als Sohn der Luitgart ansieht, sondern vielmehr Junggraf Otto von Altena als Hauptstifter des Klosters in Erscheinung tritt.
Die Tatsache, dass Lutgardis bei Levold von Northof keine Erwähnung findet, und die fehlerhafte Datierung von Graf Adolfs Geburtsjahr auf das Jahr 1994 veranlassen Uta Vahrenhold-Huland zu der Annahme, dass es sich in Wirklichkeit nur um eine einzige Person handelt, Lutgardis-Irmgard von Geldern. In die gleiche Richtung zielt Jahn, der die Hochzeit Adolfs mit Irmgard von Geldern vor den 7. April 1210 datiert, dem Tag, für den Lutgardis urkundlich erwähnt wird.

### Kinder
Adolf von der Mark hatte acht Kinder:
Aus erster Ehe: (hierbei wird den Forschungsergebnissen Thieles gefolgt)
- Irmgard, Äbtissin von Bersenbrück.

Aus zweiter Ehe:
- Eine Tochter, verheiratet mit Diether IV. Graf von Katzenelnbogen († um 1249).
- Eberhard von Altena, Mitregent zur Mark (um 1218; † Mai 1241). Nach Levold von Northof war Eberhard Graf Adolfs ältester Sohn und ist bei einem Turnier bei Neuß ums Leben gekommen. Gemäß der Kommentierung von Hermann Flebbe aus dem Jahr 1954 handelt es sich dabei vermutlich um das Turnier im Mai 1241, bei dem viele Ritter und Knappen ums Leben kamen.
- Otto Graf von Altena († 14. August 1262 beziehungsweise 1269), Propst in Aachen und Maastricht, seit 1249 Graf von Altena, entweder im Wege der Erbteilung oder (wahrscheinlicher) durch gemeinsame Verwaltung des väterlichen Erbes mit seinem Bruder Engelbert. Nach Eberhards Tod ließ sich der vielleicht gerade 17-jährige Otto, der vermutlich noch keine geistlichen Weihen empfangen hatte, aus dem geistlichen Stand in den Ritterstand zurückversetzen. Otto wurde vom Vater in die Erbfolge eingebunden und wie sein Bruder Engelbert zum Mitregenten ernannt. Er wurde später zum Grafen von Altena und siegelte mit dem altenaischen Wappen mit Löwe und Schachbalken.
- Gerhard von der Mark (* 1220; † 1272), Bischof von Münster (1261–1272).
- Engelbert I. von der Mark (* um 1225; † 16. November 1277), Nachfolger des Vaters als Graf von der Mark. Wie sein Bruder Otto wurde er nach dem Tod Eberhards von seinem Vater zum Mitregenten erhoben. Er siegelte später mit dem märkischen Schachbalken.
- Richarda (Richarde), Äbtissin des Klosters Fröndenberg und später des Klosters Kentrop († 1270), die verheiratet war mit Graf Otto I. von Dale († vor 1257).
- Adelheid († 1233), verheiratet mit Johann I. von Sponheim Graf von Sayn († 1266).[22][56]

Es fällt an dieser Stelle auf, dass Adolf I. von der Mark keinen urkundlich überlieferten Sohn namens Adolf hatte, obwohl der Erstgeborene im Hause Berg eigentlich so gut wie immer diesen Namen trägt, und zwar sowohl vor Adolf von der Marks Lebzeiten als auch danach. Dieses legt die, allerdings unbeweisbare, Vermutung nahe, dass Adolf I. von der Mark sehr wohl einen Sohn namens Adolf hatte, der allerdings nach der Geburt seines zweiten Sohnes verstorben ist (wäre er vor dessen Geburt verstorben, hätte man den zweiten Sohn ebenfalls wieder Adolf genannt).

## Siegel und Wappen
Von Graf Adolf I. von der Mark liegen mehrere Siegel vor. Sein Wappen ist seit 1220 nachweisbar, und zwar als Bestandteil seines zweiten Reitersiegels. Es handelt sich um ein aus zwei Wappen zusammengesetztes, kombiniertes Wappen. Darin führt er den bekannten märkischen Schachbalken. Über dem Schachbalken, im oberen ranghöheren Feld, findet sich ein halber, einschwänziger, sogenannter „wachsender“ Löwe.
Flebbe mutmaßt in einer Anmerkung zu Levold von Northofs Chronik der Grafen von der Mark, dass Adolf von der Mark 1198 die Burg Mark von den Edelherren von Rüdenberg erworben und in diesem Rahmen von ihnen das märkische Wappen mit dem Schachbalken übernommen habe. Diese Annahme widerspricht in vielerlei Hinsicht dem heutigen Forschungsstand. So ist der Burghügel in der Mark wohl schon weit früher in den Besitz der Familie gelangt, und zwar bereits in die Hände von Adolfs Vater Friedrich. Eine Burganlage aus der Zeit der Rüdenberger lässt sich auf dem Gelände weder aus Urkunden noch durch archäologische Funde nachweisen; die Burg ist vielmehr mit großer Wahrscheinlichkeit von Friedrich von Berg-Altena erbaut worden. Auch war Rabodo von Rüdenberg, der letzte männliche Erbe des Hauses Rüdenberg, im Jahre 1198 bereits lange tot. Zudem kann er in seinem Todesjahr um 1170 noch gar kein Wappen geführt haben; die Verwendung solcher Wappen kamen erst ab dem Ende des 12. Jahrhunderts auf. Stirnberg hat deshalb eine einfachere Erklärung für den Schachbalken. Er hält ihn für eine Adaption des bergischen Wappens mit den beiden doppelt gezinnten Balken.
Den wachsenden Löwen wiederum hält Stirnberg für eine Fortentwicklung des älteren und ranghöheren altenaischen Wappens, das wohl schon von Friedrich von Berg-Altena gestiftet wurde und einen ganzen steigenden Löwen zeigte. Als Graf Adolf I. das Löwenwappen um den Schachbalken erweiterte, hat man den ganzen Löwen zu einem wachsenden Löwen „gestümmelt“.
Womöglich war Graf Adolf später dazu gezwungen, das Löwenwappen zu verändern. Spätestens seit Anfang des zweiten Jahrzehnts des dreizehnten Jahrhunderts blieb nach der Heerschildordnung der Wappenschild mit dem steigenden Löwen den weltlichen Reichsfürsten als Erkennungssymbol vorbehalten. Das waren jene Herrscher, die ihr Lehen ausschließlich vom deutschen König erhalten hatten. Die Grafen von Altena, die vom Erzbischof von Köln belehnt wurden, zählten nicht dazu. Unklar bleibt jedoch, ob sie dem 4. Stand (Freie Herren) oder dem 5. Stand (Freie Vasallen) angehörten. Dessen Wappenzeichen waren zwei Querbalken, ähnlich denen, die in doppelgezinnter Form bei den Grafen von Berg zu finden sind.
In einer Urkunde aus dem Jahre 1213 bezeugt der Kölner Erzbischof Adolf von Altena, der 1212 wieder in sein Amt eingesetzt worden war, dass sein Neffe Graf Adolf das zu dem Aegidiikloster zu Münster gehörige Gut Klavewinkele von allen Diensten und Abgaben befreit hat. Besiegelt wurde die Urkunde durch den Erzbischof, Graf Adolf und seinem consanguineus Friedrich von Isenberg. Ursprünglich waren der Urkunde drei Siegel beigefügt, von denen nur noch das (erste) Reitersiegel des Grafen Adolf erhalten ist. Es zeigt den Grafen in voller Rüstung, mit eingelegter, erhobener Lanze. In Abweichung zu den üblichen Gepflogenheiten ist die Schauseite seines Schildes dabei dem Betrachter abgekehrt.
Ungefähr zeitgleich mit der Ermordung Engelberts von Köln änderte Graf Adolf seinen Namen. Er verzichtete ab 1225/26 vollständig auf den Titel Graf von Altena und nannte sich fortan nur noch Comes de Marcha – Graf von der Mark. Den Namen „ALTENA“ ließ er aus seiner alten Messingpetschaft herausschleifen und durch „MARCHA“ ersetzen. Die alte Umschrift und der neue Name wiesen eine unterschiedliche Schrifthöhe auf. Um diese auszugleichen, wurde der gesamte Siegelstock abgeschliffen. Dadurch verlor das Bildrelief an Plastizität. Der feine, netzartig gerautete Hintergrund des Bildfeldes wurde zerstört. Zeitgleich arbeitete man den Topfhelm des Reiters zu einem moderner wirkenden Kübelhelm mit Sehschlitz um. Beibehalten wurden dagegen das Wappen mit dem wachsenden Löwen und dem Schachbalken.
In vielen Quellen findet sich die Angabe, Graf Adolf habe den Namen und Titel eines Grafen von Altena durch Friedrich von Altena-Isenberg als entehrt betrachtet. Stirnberg hält dies für eine Legende, weil Adolfs jüngster Sohn Otto (1249–1264) wieder den Titel eines Grafen von Altena trug und mit dem alten kombinierten Wappen, Löwe und Schach, siegelte, während der ältere Bruder Engelbert I. von der Mark (1249–1277) den Titel eines „Grafen von der Mark“ innehatte und erstmals nur mit dem märkischen Schach siegelte. Stirnberg schlussfolgert daraus, dass Graf Adolf mit dem von ihm angenommenen Titel eines Grafen von der Mark nur den höheren Rang, also vor dem Titel eines Grafen von Altena, einräumen wollte.
Wirklich plausibel ist das nicht, zumal auch Stirnberg einräumt, dass er keine Gründe für ein solches Verhalten nennen kann. Die Tatsache, dass eine systematische und entschiedene Distanzierung von der Mordtat und ihren Urhebern Adolf von der Mark gegenüber dem neuen Kölner Erzbischof Vorteile einbringen konnte und eingebracht hat, lässt Adolfs Verhalten erklärlich erscheinen, und sei es auch nur als symbolischer Akt, ganz unabhängig davon, ob der Titel Graf von Altena tatsächlich als entehrt angesehen wurde oder nicht. Als Adolfs Sohn Otto Graf von Altena wurde, waren die politischen Verhältnisse inzwischen ganz andere, zumal die Mark da bereits begonnen hatte, sich ein Stück weit aus der Bevormundung durch die Kölner Erzbischöfe zu lösen.